# 反应原性
反应原性（reactogenicity）指某物质分子能与相应的免疫应答产物（抗体或致敏T细胞）发生特异性结合的特性。但此“反应原”不一定具有诱导或刺激机体免疫系统产生特异性免疫应答的特性。
免疫原性与反应原性不同之处在于：物质分子具有刺激机体产生特异性免疫应答，不一定与之结合。人体可能在对某些抗原本身不会直接受到刺激产生免疫应答反应（却能与之结合），而需要在另一种抗原刺激下，获得对前一种抗原的免疫原性。